# Підсоколик малий
Підсоколик малий або дербник (Falco columbarius) — хижий птах роду сокіл (Falco) родини соколові (Falconidae). На території України пролітний та зимуючий птах. Вид перебуває під охороною Бернської конвенції та ряду інших природоохоронних документів.

## Зовнішній вигляд

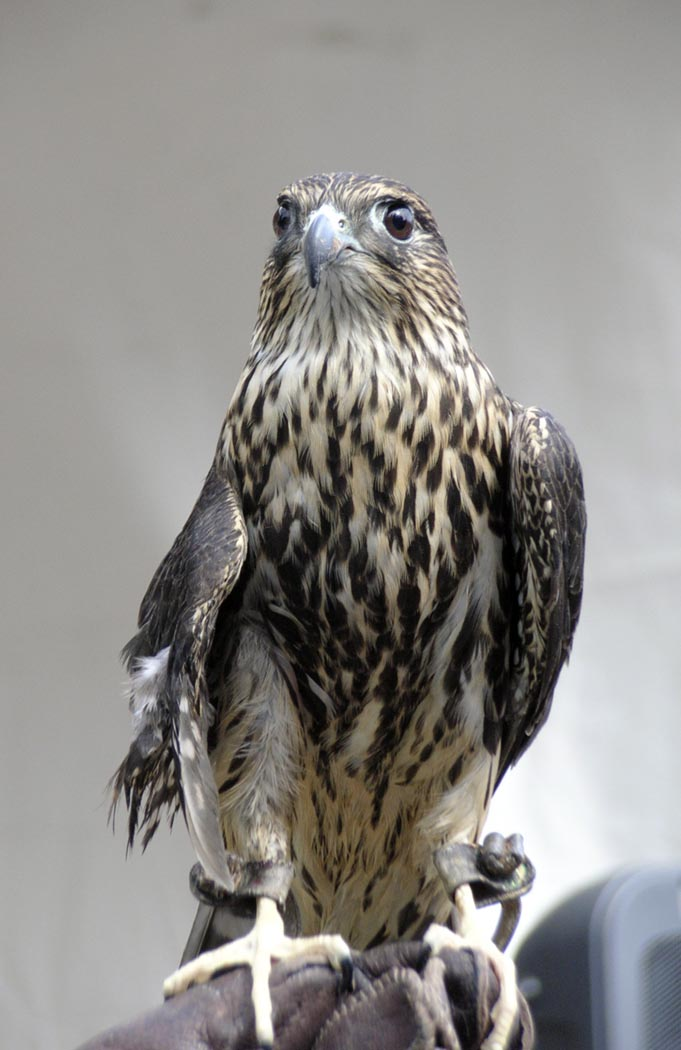
Самець

Невеликий сокіл, (розміром з голуба) з відносно короткими загостреними крилами і довгим хвостом. Маса тіла 170—230 г, довжина тіла 25—30 см, розмах крил 60—65 см. 
Спостерігається статевий диморфізм. Самки в середньому на третину більші від самців — їх маса становить 160—311 г, тоді як у самців тільки 125—235 г. У забарвленні також є відмінності. Верх самців сизий, інколи з фіолетовим або бурим відтінком, з чорними довгими плямами на голові, потилиці і на плечах. Низ від кремового до рудого з великими довгими буро-чорними штрихами. На шиї штрихи виражені слабко, від чого складається враження, що птаха має світлий нашийник. Характерні для соколів «вуса» виражені слабо. Хвіст смугастий з темною широкою смугою на кінці.
Самки зовні схожі на балабана, але значно менші за розміром — темно-бурі зверху і більш сірі знизу. Хвіст смугастий з чергуванням бурих і кремових смуг і зі світлим закінченням. У обох статей дзьоб буро-сірий, райдужна оболонка темно-кара, ноги жовті. Молоді птахи схожі на самок.

## Ареал
У континентальній Євразії гніздиться на схід від Скандинавії, Латвії і Білорусі. На півночі Європи піднімається до арктичного узбережжя, в долині Печори до 65° пн. ш., на Ямалі до 66° пн. ш., в басейні Обі до 68° пн. ш., на Таймирі до 72° пн. ш., гирлі Лени, в долині Яни до 71° пн. ш., в басейні Колими до 68° пн. ш., до басейну Анадиру. Південна границя гніздового ареалу пролягає через Смоленську, Московську, Рязанську області Росії, Татарстан, центральний Казахстан, Джунгарський Алатау, східний Тянь-Шань, Алтай, Хангай, південне Забайкалля і, можливо, пониззя Амуру. За межами материка зустрічаються на Британських, Фарерських, Шантарських, можливо Курильських островах, на острові Колгуєв, Сахаліні і в Ісландії.
У Північній Америці заселяє північну частину континенту до півночі від Нью-Йорку, Мічигану, Айови, Північної Дакоти, Монтани, Айдахо, північної частини Каліфорнії. Піднімається до Лабрадора, північної частини Онтаріо, північної Манітоби, північного Саскачевану, північної частини Альберти, північної частини Маккензі, хребта Брукса на півночі Аляски.

## Спосіб життя
Мешкає у різних відкритих ландшафтах − у чагарниковій тундрі, по окраїнах торфових боліт, вздовж річкових долин, в рідколіссі, в степах, серед гірського чагарника, в піщаних дюнах. Найбільш часто зустрічаються в лісотундрі і північному поясі тайги, де досягає максимальної чисельності. Суцільного темного лісу уникає. У місцях гніздування піднімається в гори до 2000 м, в місцях міграції до 3000 м над рівнем моря.
Переважно перелітний птах. На Британських островах, частково в Ісландії, гірських районах Центральної Азії, вздовж північно-західного узбережжя Америки і в канадських преріях живе осіло або здійснює незначні кочівлі. У теплі зими частина птахів південної частини ареалу також залишається на місцях. Зимує південніше гніздового ареалу, в східній півкулі досягаючи країн Середземномор’я, Північної Африки, Близького Сходу, Іраку, Ірану, Китаю, Кореї і Японії. В Америці переміщується на південь до Венесуели, Еквадору і північного Перу. 

## Гніздова біологія

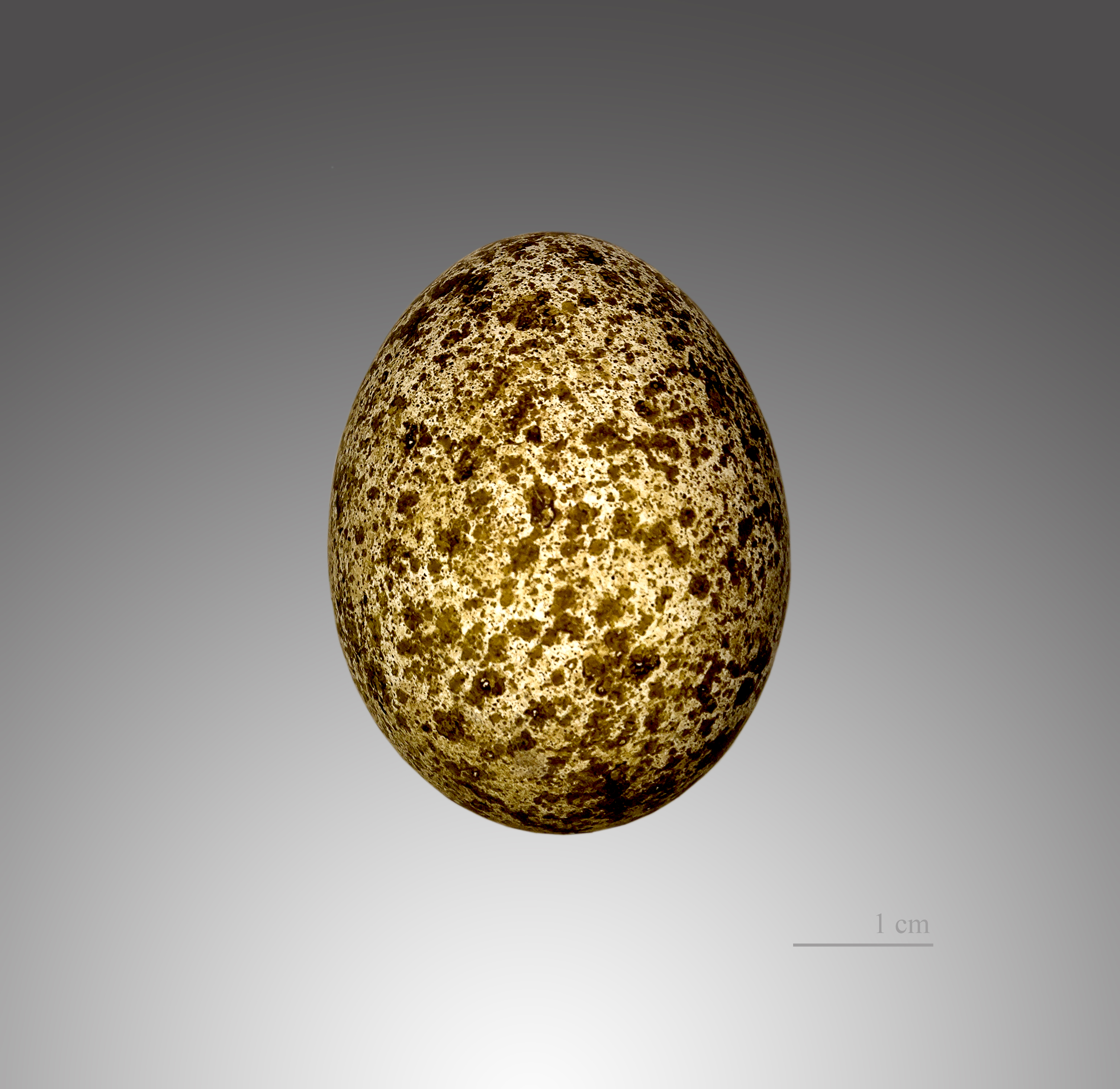
Яйце Falco columbarius

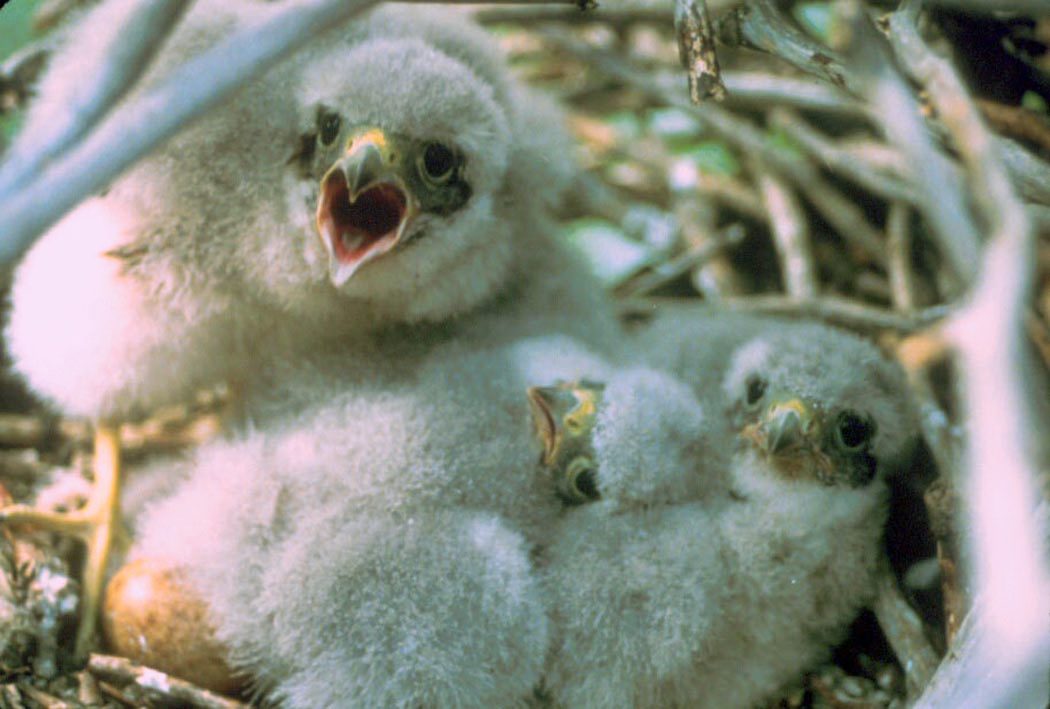
Гніздові пташенята

Місце розташування гнізда різне, залежить від місця гніздування. В степах підсоколик малий гніздиться просто на землі під покровом високої трави чи чагарників. У лісовій смузі займає старі гнізда ворон на ялинах, соснах, а у випадку відсутності останніх розташовується практично відкрито на болотних мохових пагорбах. У тундрі, де деревна рослинність відсутня, займає скелясті виступи. При влаштуванні на землі будівельний матеріал не використовує, однак викопує невелику ямку — лоток діаметром 14—16 см і глибиною 2—3 см. У місцях масового скупчення відстань між сусідніми гніздами звичайно не перевищує 1,5 км, хоча в цей період птахи проявляють агресію до інших птахів-хижаків.
У кладці підсоколика малого 3—5 (найчастіше 4) яєць, відкладених з інтервалом у дві доби. Яйця вохристого або бурого кольору з численними більшими чи меншими червонувато-бурими плямами.
Період інкубації — 25—32 дні. Пташенята вилуплюються асинхронно, в порядку відкладання яєць. При народженні вони покриті ріденьким білим пухом, який через декілька днів змінюється на інший, густіший сірувато-білий. Самець і самка разом годують і доглядають пташенят — зігрівають, годують попередньо общипаною здобиччю і чистять гніздо.
Через два тижні у пташенят починають відростати перші пір'їни і вони уже самостійно покидають гніздо, хоча ще не здатні літати. Приблизно через 18 днів пух повністю замінюється першим, гніздовим оперенням, а через 25—30 днів молоді птахи піднімаються в повітря, хоча спочатку літають мало і неохоче. У віці 6-ти тижнів птахи вже самостійно полюють, після чого мігрують на зимівлю. Пік осінньої міграції припадає на кінець серпня — вересень.

## Живлення

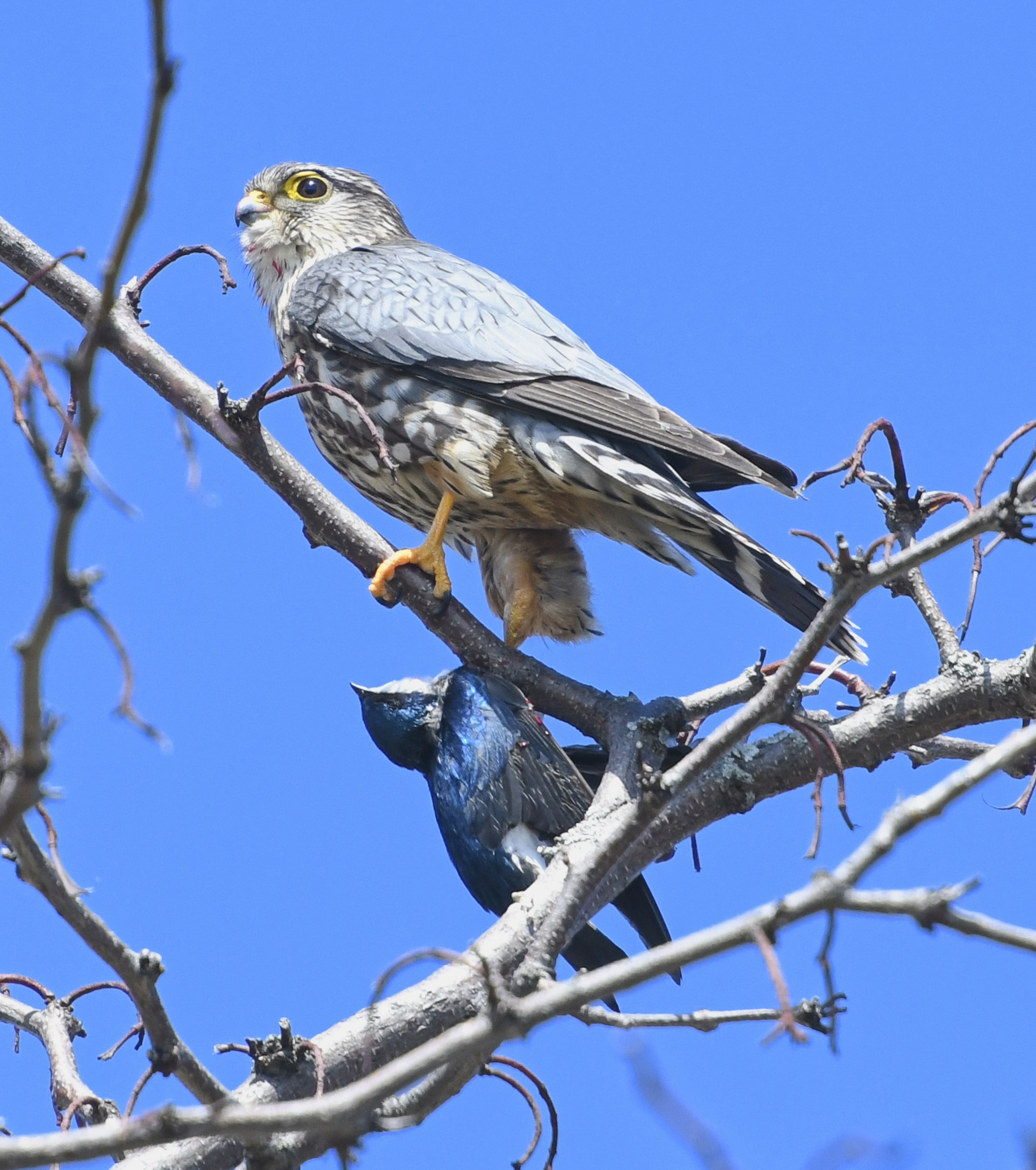
Підсоколик малий зі спійманою білозоркою

Типовий орнітофаг. Полює підсоколик малий переважно на дрібних птахів — горобців, жайворонків, ластівок, куликів, плисок, дроздів. Рідше живиться  гризунами, ящірками, невеликими зміями, комахами. Під час полювання літає низько над землею, видивляючись здобич в повітрі, на землі чи серед низькорослої рослинності.

## Охорона
Стан більшості природних популяцій виду в межах ареалу залишається більш-менш стабільним. Саме тому він, згідно Червоного списку МСОП, у світовому масштабі отримав охоронний статус «відносно благополучний вид». Але в окремих регіонах спостерігається тенденція до зниження чисельності популяції виду, що потребує запровадження охоронних заходів. Тому, підсоколик малий в Європі, згідно Червоного списку МСОП, отримав охоронний статус «вразливий вид» і занесений до Додатку ІІ Бернської конвенції (охоронна категорія: вид підлягає особливій охороні) та Резолюції 6 (види, що потребують спеціальних заходів збереження їхніх оселищ) цієї ж конвенції. Крім того, вид охороняється Боннською конвенцією (Додаток ІІ. Види, стан яких є несприятливим), а також Вашингтонською конвенцією (CITES) (Додаток ІІ. Види, що можуть опинитися під загрозою зникнення у разі відсутності суворого регулювання торгівлі зразками таких видів) та Директивою Європейського Союзу 2009/147/ЄС «Про захист диких птахів» (Додаток І. Види і підвиди, що знаходяться під загрозою вимирання, які є вразливими, рідкісними або специфічними з екологічної точки зору). На регіональному рівні в Україні підсоколик малий занесений до Червоних книг/списків тварин Миколаївської та Харківської областей.

## Практичне значення
У давнину підсоколик малий цінився серед соколярів як фахівець з полювання на жайворонків. 

## Систематика
Американські підвиди
- Falco columbarius columbarius Linnaeus, 1758
- Falco columbarius richardsoni Ridgway, 1871
- Falco columbarius suckleyi Ridgway, 1873

Євразійські підвиди
- Falco columbarius/aeasalon aeasalon Tunstall, 1771
- Falco columbarius/aeasalon subaesalon C.L. Brehm, 1827
- Falco columbarius/aeasalon pallidus (Sushkin, 1900)
- Falco columbarius/aeasalon insignis (Clark, 1907)
- Falco columbarius/aeasalon lymani Bangs, 1913
- Falco columbarius/aeasalon pacificus (Stegmann, 1929)